# Carl Stange
Carl Stange, född 7 mars 1870 i Hamburg, död 5 december 1959 i Göttingen, tysk teolog, professor i systematisk teologi i Königsberg 1903, Greifswald 1904, Göttingen 1912, teologisk hedersdoktor i Uppsala 1932. Redaktör för Zeitschrift für systematische Theologie.
Strange kan nämnas vid sidan av Karl Holl som banbrytare för den moderna Lutherforskningen. Bägge tillhörde den nationalkonservativa teologin. Som religionsfilosof har han framlagt ett omfattande erfarenhetskritiskt system. Stange hade goda förbindelser med den svenska teologin, och i svensk översättning finns Luther och det sedliga idealet (19249, Livsgemenskap med Gud (1925), Nutida trosproblem (1930), Uppenbarelsen. Skriften. Bekännelsen (1932).